# James Dixon
James Dixon (Enfield, 1814. augusztus 5. – Hartford, 1873. március 27.) az Amerikai Egyesült Államok szenátora (Connecticut, 1857–1869).